# Haus Soltmann
Das  Haus Soltmann befindet sich in Bremen, Stadtteil Neustadt, Ortsteil Alte Neustadt, Osterstraße 36. Das Wohn- und Geschäftshaus entstand 1907 nach Plänen von Diedrich Bollmann und als Wiederaufbau um 1955 nach Plänen von  Werner Gimpel. Das Gebäude steht seit 2001 unter Denkmalschutz.

## Geschichte
In der Nähe dieses Grundstücks, in der Brückenstraße, standen mehrere Bürgerhäuser als Fachwerkbauten von um 1640/50 aus der Epoche der Renaissance, die vor 1900 abgebrochen wurden. Eine eingeschossige Giebelseite wurde auf Initiative des Vereins für Niedersächsisches Volkstum gesichert und dann über die unteren beiden Geschosse eines dreigeschossige Neubaus von 1906/07 im Reformstil der Jahrhundertwende an der Osterstraße 36 als Schmuckfassade wiederverwendet. Dieses für die Firma Aug. Soltmann und Co. gebaute Haus wurde um 1944 zerstört.
Das neue dreigeschossige, verklinkerte Wohn- und Geschäftshaus mit einem Satteldach und der Werksteinverkleidung im Erdgeschoss wurde um 1955 für die Arzneimittelgroßhandlung H.C.Ernst Meier und Co. gebaut. Die erhaltene Erdgeschossfront von 1907 wurde in den Neubau einbezogen. Ein zweigeschossiger Erker gliedert die Straßenfassade in den Obergeschossen. Der zerstörte alte Giebel wurde nicht rekonstruiert. 
  
Heute wird das Haus durch Geschäftsräume, eine Praxis, ein Atelier und Wohnungen genutzt.